# Horn (Neder-Oostenrijk)
Horn is een gemeente in de Oostenrijkse deelstaat Neder-Oostenrijk, gelegen in het gelijknamige district Horn. De gemeente heeft ongeveer 6400 inwoners (2006).
Horn was vroeger een ommuurde stad.

## Geografie
Horn heeft een oppervlakte van 39,23 km². Het ligt in het noordoosten van het land, ten noordwesten van de hoofdstad Wenen en iets ten zuiden van de grens met Tsjechië.

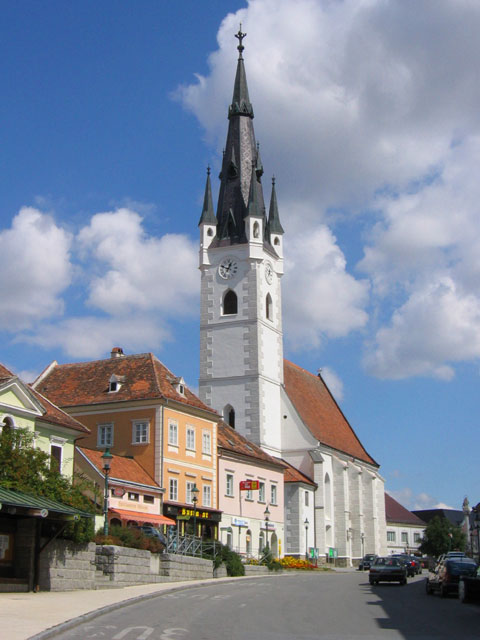
Horn

Altenburg · Brunn an der Wild · Burgschleinitz-Kühnring · Drosendorf-Zissersdorf · Eggenburg · Gars am Kamp · Geras · Horn · Irnfritz-Messern · Japons · Langau · Meiseldorf · Pernegg · Röhrenbach · Röschitz · Rosenburg-Mold · Sigmundsherberg · Sankt Bernhard-Frauenhofen · Straning-Grafenberg · Weitersfeld
- Gemeinsame Normdatei: 4025874-9
- Library of Congress Control Number: n88187097
- MusicBrainz: 85c14458-4afd-4291-a1bd-a71d31dd4645
- Nationale Bibliotheek van Tsjechië: ge649419
- Nationale Bibliotheek van Israël: 987007565077405171
- Virtual International Authority File: 144357508